# Округ Кромјержиж
Округ Кромјержиж (чеш. Okres Kroměříž) је округ у Злинском крају, у Чешкој Републици. Административно средиште округа је град Кромјержиж.

## Становништво
Према подацима о броју становника из 2012. године округ је имао 107.320 становника.